# Recordeu
"Recordeu" (títol original en anglès "Remember") és el sisè episodi de la tercera temporada i el 48è del total de la sèrie de televisió de ciència-ficció estatunidenca Star Trek: Voyager. El guió va ser escrit per Brannon Braga i Joe Menosky a partir d'una història de Lisa Klink, i dirigit per Winrich Kolbe.  L'episodi es va emetre a UPN el 9 d'octubre de 1996.
Ambientada al segle XXIV, la sèrie segueix les aventures de la tripulació de la Flota Estel·lar i els Maquis de la nau estel·lar USS Voyager després de quedar encallats al Quadrant Delta a desenes de milers d’anys llum de distància de la resta de la Federació. En aquest episodi la història se centra en el personatge B'Elanna Torres, que comença a experimentar somnis intensos després que un extraterrestre els dipositi a la seva ment.

## Argument
La nau estel·lar de la Federació Voyager transporta membres d'una raça telepàtica, els enarans, al seu món natal. L'enginyera en cap B'Elanna Torres comença a experimentar somnis intensos en què és una jove enarana anomenada Korenna que té una història d'amor prohibida. Els somnis semblen reals, més aviat records, i es tornen cada cop més inquietants i perillosos, obligant Torres a buscar respostes dels passatgers enarans.
S'assabenta que els seus somnis són records reals que li projecta Jora Mirell, una de les enaranes visitants, que abans es deia Korenna. Els records són de la relació de Korenna en la seva joventut amb Dathan, un membre dels "regressius", un grup que preferia no utilitzar la tecnologia sinó viure una vida senzilla. Els regressius van ser deportats i executats en un programa de genocidi. Els enarans, però, van encobrir el genocidi ensenyant a les generacions posteriors que els regressius van provocar la seva pròpia desaparició.
A la "Voyager", Torres visita les estances de Korenna i la troba morint pel que ella afirma que és un assassinat per continuar la conspiració. Abans de morir, projecta el final de la història a Torres: com el seu pare va lliurar el seu amant a les autoritats i ella va presenciar la seva execució.
Torres s'enfronta als enarans, però ells neguen haver fet res. Tot i que la Primera Directiva prohibeix a la capitana Janeway interferir, comenta casualment que els últims enginyers enarans estan empaquetant el seu equipament. Torres corre a enginyeria, on s'enfronta a Jessen, una dona enarana amb qui s'havia fet amiga, i lamenta el fet que no pot projectar els records i així demostrar la seva validesa. Jessen li diu a Torres que és capaç de connectar les seves ments i procedeix a fer-ho amb Torres. L'episodi es tanca amb el primer "somni" de tots, però ara Jessen és el personatge principal.

## Actors convidats
- Charles Esten - Dathan
- Eugene Roche - Jor Brel
- Eve Brenner - Jora Mirell / Korenna Mirell
- Athena Massey - Jessen
- Bruce Davison - Jareth

## Recepció
Ha estat qualificat com el millor episodi de la tercera temporada de "Voyager" produït fins aleshores pel lloc web Jammers Reviews, amb un guió "escrit amb sensatesa" i un espectacle "meravellosament interpretat"; el seu creador web, Jamahl Episcokan, li va atorgar 3,5/4 estrelles. Episcokan assenyala que:
| « | 'Star Trek sempre ha estat coneguda per aventurar-se en el comentari social i el contingut al·legòric, i amb "Recordeu" l'equip de la Voyager en treu un guanyador.' | » |

Doux Reviews li dóna 3/4, i va tenir un 7,7/10 a TV.com basat en 170 vots el 2018. El 2019, Den of Geek va classificar aquest episodi com el vuitè millor drama moral de la franquícia Star Trek.
El 2017, ScreenRant va classificar aquest episodi com el setè episodi temàticament més fosc de la franquícia Star Trek.
Tor.com li va donar un 6/10.

## Llançaments
"Recordeu" es va estrenar en LaserDisc al Japó el 25 de juny de 1999, com a part del conjunt de la 3rd Season Vol. 1.
"Recordeu" es va publicar en DVD el 6 de juliol de 2004 com a part de Star Trek Voyager: Complete Third Season, amb àudio Dolby 5.1 surround. El DVD de la temporada 3 es va publicar al Regne Unit el 6 de setembre de 2004.
El 2017, la sèrie de televisió completa Star Trek: Voyager es va publicar en una caixa recopilatòria de DVD, que incloïa "Recordeu" com a part dels discs de la tercera temporada.